# Serie A2 1999-2000 (pallavolo maschile)
La Serie A2 italiana di pallavolo maschile 1999-2000 si è svolta dal 2 ottobre 1999 al 7 maggio 2000: al torneo hanno partecipato sedici squadre di club italiane e la vittoria finale è andata per la prima volta alla Magna Grecia Volley.

## Regolamento
Le squadre hanno disputato un girone all'italiana, con gare di andata e ritorno, per un totale di trenta giornate; al termine della regular season:
- La prima classificata è promossa in Serie A1.
- Le classificate dal secondo al quarto posto, insieme all'ultime classificata al termine della regular season di Serie A1, hanno acceduto ai play-off promozione, strutturati in una fase a gironi e finale: se la squadra vincitrice risulta essere una squadra militante in Serie A2, questa è promossa in Serie A1 e quella militante in Serie A1 è retrocessa in Serie A2, se invece la vincitrice risulta essere quella militante in Serie A1, questa resta nella massima categoria.
- Le ultime quattro classificate sono retrocesse in Serie B1.

## Le squadre partecipanti
Le squadre partecipanti furono 16. Carifano Della Rovere Fano e Sira Cucine Falconara erano le squadre provenienti dalla Serie A1, mentre Cagliari, Silvolley, Kappa Torino e Via Montenapoleone Cutrofiano erano le neopromosse dalla B.
| Squadra                             | Stagioni in Serie A2 | Allenatore                      | Campo di gioco                         |
| ----------------------------------- | -------------------- | ------------------------------- | -------------------------------------- |
| Cagliari                            | 1                    | Mirko Nekola                    | Palazzetto dello Sport di Cagliari     |
| Asystel Milano                      | 1                    | Giampiero Fasce, poi Luca Monti | Palalido di Milano                     |
| Carifano Della Rovere Fano          | 8                    | Angelo Lorenzetti               | PalaAllende di Fano, PU                |
| Club Vacanze Taranto                | 3                    | Vincenzo Di Pinto               | PalaFiom di Taranto                    |
| Com Cavi Multimedia Napoli          | 5                    | Radovan Malevic                 | PalaArgento di Napoli                  |
| Esse-Ti Carilo Loreto               | 4                    | Andrea Burattini                | PalaSerenelli di Loreto, AN            |
| Silvolley                           | 2                    | Luis Stocco                     | Palasport di Trebaseleghe, PD          |
| Gallo Prefabbricati Gioia del Colle | 7                    | Nicola Agricola                 | Palasport di Gioia del Colle, BA       |
| Icom Latina                         | 3                    | Roberto Lobietti                | PalaBiachini di Latina                 |
| Itas Trentino Mezzolombardo         | 3                    | Gabriele Cottarelli             | Centro Sportivo Trento Nord di Trento  |
| Kappa Torino                        | 3                    | Mauro Berruto                   | PalaRuffini di Torino                  |
| Samgas Banca Popolare di Crema      | 4                    | Luigi Zizioli                   | PalaBertoni di Crema, CR               |
| Sarplast Livorno                    | 13                   | Roberto Montagnani              | PalaMacchia di Livorno                 |
| Sira Cucine Falconara               | 9                    | Alessandro Lazzeroni            | PalaBadiali di Falconara Marittima, AN |
| Via Montenapoleone Cutrofiano       | 3                    | Carmelo Pittera                 | Palasport di Cutrofiano, LE            |
| Videx Da.Mi. Grottazzolina          | 4                    | Pietro Scarduzio                | PalaGrottazzolina di Grottazzolina, AP |

## Classifica
| Pos. | Squadra                             | Pt | G  | V  | P  | SV | SP |
| ---- | ----------------------------------- | -- | -- | -- | -- | -- | -- |
| 1.   | Club Vacanze Taranto                | 67 | 30 | 23 | 7  | 75 | 39 |
| 2.   | Asystel Milano                      | 66 | 30 | 23 | 7  | 76 | 41 |
| 3.   | Gallo Prefabbricati Gioia del Colle | 65 | 30 | 22 | 8  | 74 | 39 |
| 4.   | Videx Da.Mi. Grottazzolina          | 65 | 30 | 22 | 8  | 73 | 40 |
| 5.   | Itas Trentino Mezzolombardo         | 61 | 30 | 20 | 10 | 73 | 47 |
| 6.   | Kappa Torino                        | 57 | 30 | 19 | 11 | 68 | 47 |
| 7.   | Sira Cucine Falconara               | 51 | 30 | 17 | 13 | 66 | 56 |
| 8.   | Carifano Della Rovere Fano          | 49 | 30 | 17 | 13 | 63 | 53 |
| 9.   | Via Montenapoleone Cutrofiano       | 38 | 30 | 13 | 17 | 55 | 67 |
| 10.  | Esse-Ti Carilo Loreto               | 38 | 30 | 11 | 19 | 53 | 66 |
| 11.  | Icom Latina                         | 33 | 30 | 10 | 20 | 53 | 71 |
| 12.  | Com Cavi Multimedia Napoli          | 33 | 30 | 10 | 20 | 46 | 71 |
| 13.  | Cagliari                            | 29 | 30 | 11 | 19 | 42 | 70 |
| 14.  | Sarplast Livorno                    | 27 | 30 | 9  | 21 | 46 | 74 |
| 15.  | Everap Trebaseleghe                 | 26 | 30 | 10 | 20 | 45 | 76 |
| 16.  | Samgas Banca Popolare di Crema      | 15 | 30 | 3  | 27 | 33 | 84 |

| Promossa in Serie A1 | Retrocesse in Serie B |

## Risultati

### Tabellone
|                 | Cagliari | Crema | Cutrofiano | Falconara | Fano | Gioia del Colle | Grottazzolina | Latina | Livorno | Loreto | Mezzolombardo | Milano | Napoli | Taranto | Torino | Silvolley |
| --------------- | -------- | ----- | ---------- | --------- | ---- | --------------- | ------------- | ------ | ------- | ------ | ------------- | ------ | ------ | ------- | ------ | --------- |
| Cagliari        | XXX      | 3-1   | 3-0        | 3-2       | 1-3  | 0-3             | 0-3           | 3-2    | 3-1     | 3-2    | 0-3           | 0-3    | 3-0    | 0-3     | 0-3    | 3-1       |
| Crema           | 3-1      | XXX   | 1-3        | 1-3       | 0-3  | 3-1             | 1-3           | 0-3    | 2-3     | 1-3    | 0-3           | 3-1    | 1-3    | 0-3     | 2-3    | 2-3       |
| Cutrofiano      | 3-1      | 3-2   | XXX        | 2-3       | 3-2  | 1-3             | 2-3           | 0-3    | 3-0     | 3-2    | 3-1           | 3-1    | 3-0    | 1-3     | 2-3    | 3-2       |
| Falconara       | 3-0      | 3-0   | 3-2        | XXX       | 3-1  | 3-2             | 3-0           | 3-1    | 1-3     | 3-1    | 1-3           | 3-1    | 3-2    | 2-3     | 3-2    | 3-1       |
| Fano            | 3-1      | 3-0   | 3-2        | 3-0       | XXX  | 0-3             | 3-2           | 1-3    | 3-2     | 3-0    | 2-3           | 3-0    | 3-1    | 0-3     | 3-2    | 3-1       |
| Gioia del Colle | 3-0      | 3-2   | 3-0        | 3-0       | 3-1  | XXX             | 3-0           | 3-0    | 3-0     | 3-1    | 3-1           | 3-2    | 3-0    | 3-2     | 3-1    | 3-0       |
| Grottazzolina   | 3-0      | 3-1   | 3-0        | 3-1       | 3-1  | 3-0             | XXX           | 3-0    | 3-1     | 3-0    | 3-2           | 3-1    | 3-0    | 3-1     | 1-3    | 3-0       |
| Latina          | 1-3      | 3-2   | 2-3        | 0-3       | 2-3  | 1-3             | 1-3           | XXX    | 3-1     | 1-3    | 1-3           | 2-3    | 3-1    | 2-3     | 3-0    | 3-2       |
| Livorno         | 3-1      | 3-1   | 0-3        | 0-3       | 3-0  | 1-3             | 0-3           | 3-2    | XXX     | 3-1    | 1-3           | 1-3    | 3-1    | 1-3     | 1-3    | 3-2       |
| Loreto          | 3-0      | 3-0   | 3-0        | 3-2       | 0-3  | 2-3             | 1-3           | 2-3    | 3-1     | XXX    | 0-3           | 2-3    | 3-2    | 0-3     | 3-0    | 3-1       |
| Mezzolombardo   | 3-1      | 3-0   | 3-1        | 3-2       | 3-1  | 3-0             | 2-3           | 3-1    | 3-1     | 3-2    | XXX           | 2-3    | 3-2    | 3-0     | 0-3    | 3-0       |
| Milano          | 3-1      | 3-0   | 3-1        | 3-1       | 3-1  | 3-1             | 3-1           | 3-1    | 3-1     | 3-1    | 3-1           | XXX    | 3-0    | 1-3     | 3-1    | 3-0       |
| Napoli          | 2-3      | 3-1   | 2-3        | 3-2       | 0-3  | 0-3             | 1-3           | 2-3    | 3-2     | 3-2    | 3-0           | 0-3    | XXX    | 3-0     | 3-1    | 3-1       |
| Taranto         | 3-1      | 3-1   | 3-0        | 3-0       | 3-2  | 3-0             | 3-1           | 3-1    | 3-1     | 3-2    | 2-3           | 2-3    | 3-0    | XXX     | 1-3    | 3-0       |
| Torino          | 3-1      | 3-1   | 3-1        | 3-1       | 3-0  | 3-2             | 3-0           | 3-0    | 3-1     | 1-3    | 1-3           | 0-3    | 3-0    | 3-0     | XXX    | 3-0       |
| Silvolley       | 1-3      | 3-1   | 3-1        | 1-3       | 0-3  | 3-2             | 3-2           | 3-2    | 3-2     | 3-0    | 3-2           | 0-3    | 1-3    | 1-3     | 3-2    | XXX       |

## Play-off Promozione
|  | Semifinali | Semifinali    | Semifinali    | Semifinali    | Semifinali    |  |  | Finale | Finale        | Finale | Finale | Finale |  |
|  |            |               |               |               |               |  |  |        |               |        |        |        |  |
|  |            |               |               |               |               |  |  |        |               |        |        |        |  |
|  | A1         | Forlì         | Forlì         | Forlì         | Forlì         |  |  | A-1    | Forlì         | 3      | 2      | 3      |  |
|  | 4          | Grottazzolina | Grottazzolina | Grottazzolina | Grottazzolina |  |  | 4      | Grottazzolina | 2      | 3      | 0      |  |
|  |            |               |               |               |               |  |  |        |               |        |        |        |  |

### Semifinali
|                 | Forlì | Gioia del Colle | Grottazzolina | Mezzolombardo |
| --------------- | ----- | --------------- | ------------- | ------------- |
| Forlì           | XXX   | 3-0             | 3-1           | 3-1           |
| Gioia del Colle | 3-0   | XXX             | 2-3           | 3-2           |
| Grottazzolina   | 3-2   | 1-3             | XXX           | 3-1           |
| Mezzolombardo   | 1-3   | 3-1             | 1-3           | XXX           |